# تڭموت
تڭموت هي قرية في إقليم طاطا ضمن جهة سوس ماسة بالمغرب. كان مجموع عدد سكان البلدية تڭموت 4.751 نسمة يعيشون في 1.036 أسرة.(تعداد السكان الرسمي 2004)